# Powstanie na Cyprze (1931)
Powstanie na Cyprze w 1931, zamieszki na Cyprze – wystąpienie Greków cypryjskich przeciwko kolonialnej brytyjskiej administracji wyspy pod hasłami zmniejszenia podatków i unii cypryjsko-greckiej (enosis).
12 lipca 1878 Cypr przeszedł spod panowania tureckiego pod rządy Wielkiej Brytanii, zaś 1 maja 1925 uzyskał status kolonii.
Powstanie antybrytyjskie w październiku 1931 wybuchło z powodu złej sytuacji ekonomicznej na Cyprze na przełomie lat 20. i 30. XX wieku, wywołanej ogólnoświatowym kryzysem gospodarczym, oraz pod głoszonym przez Greków cypryjskich hasłem enosis - przyłączenia Cypru do Grecji. 21 października 1931 greccy deputowani do Rady Ustawodawczej wyspy złożyli swoje mandaty, pragnąc zademonstrować niezadowolenie w odniesieniu do brytyjskiej polityki wobec Cypru. Tego samego dnia na ulicach większych miast wyspy wybuchły gwałtowne demonstracje. Do najgwałtowniejszych zajść doszło w Nikozji, gdzie manifestanci, wznosząc hasło enosis, spalili pałac gubernatorski. Sam gubernator Roland Storrs zdołał zbiec, ogłaszając stan wojenny na całej wyspie i sprowadzając w celu zaprowadzenia porządku wojsko z baz brytyjskich w Egipcie. Brytyjczycy oskarżyli o sprowokowanie zajść dyplomację grecką, w szczególności konsula na Cyprze Aleksandrosa Kyrou. Zarzut współorganizacji zamieszek postawiono również hierarchom Cypryjskiego Kościoła Prawosławnego - metropolicie Kition Nikodemowi i metropolicie Pafos Makaremu. 
23 października 1931 premier Grecji Elefterios Wenizelos zaprzeczył, jakoby jego rząd popierał wystąpienia na Cyprze i stwierdził, że sytuacja na wyspie jest wewnętrzną sprawą Wielkiej Brytanii. W społeczeństwie greckim poparcie dla enosis było jednak silne: w czasie powstania 45 osób związanych z Greckim Kościołem Prawosławnym, kręgami politycznymi i kulturalnymi opublikowało prasowy manifest poparcia dla uczestników walk.
W wyniku zamieszek zginęło sześć osób, zaś ponad trzydzieści zostało rannych. Pragnąc zmusić Greków cypryjskich do posłuszeństwa, 16 listopada 1931 gubernator Storrs zlikwidował Radę Ustawodawczą, wprowadził cenzurę wydawnictw i zakazał publicznej ekspozycji flag greckiej oraz tureckiej. Zdelegalizowane zostały wszelkie manifestacje narodowe, zaś szkolny program nauczania historii Grecji lub Turcji poważnie okrojono.